# Erik Gustaf Geijer

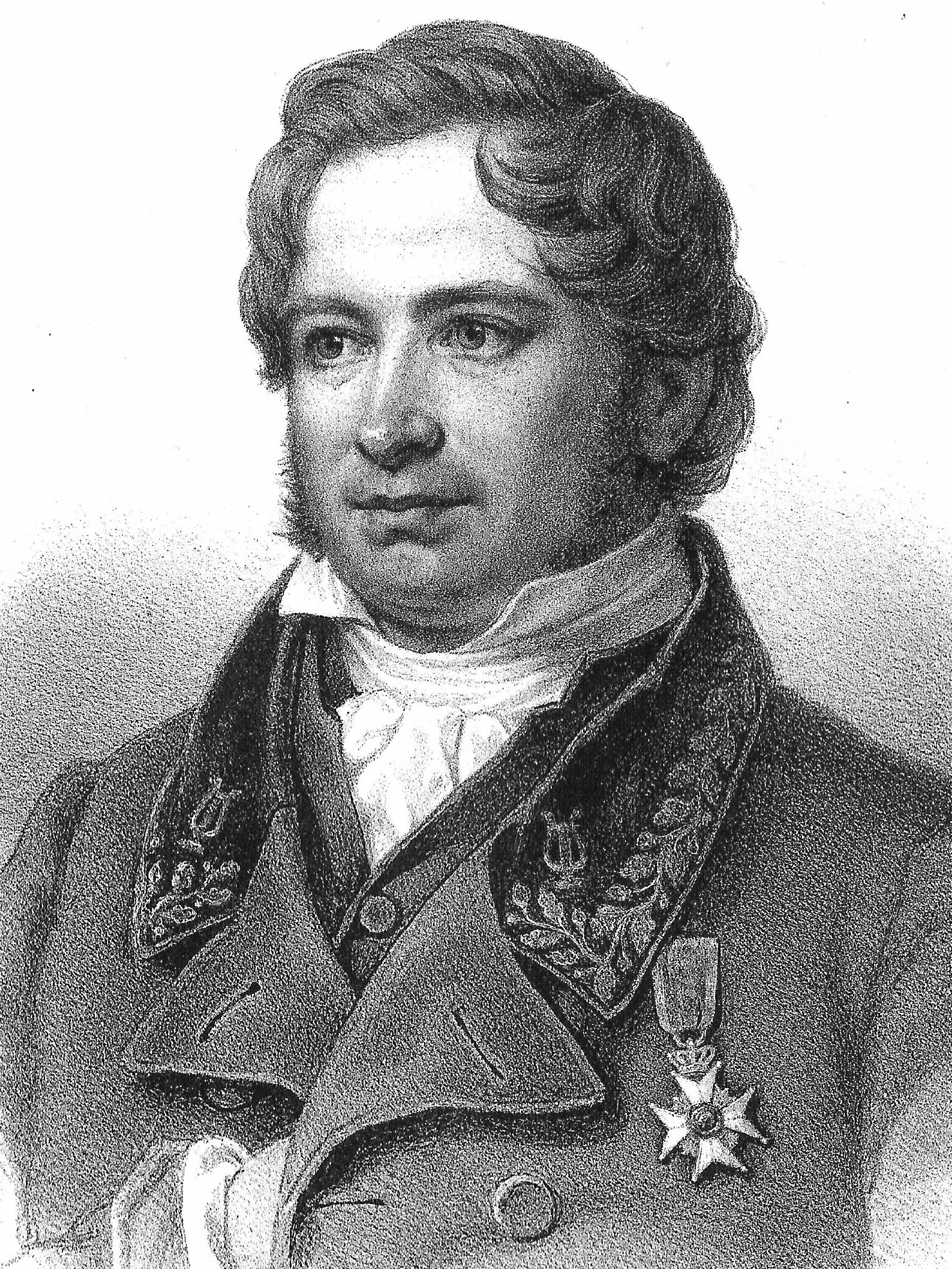
Ảnh phác họa lại của Erik Gustaf Geijer từ một bức ảnh được chụp trước năm 1875 với chữ ký (đã bị cắt bỏ).

Erik Gustaf Geijer (sinh ngày 12 tháng 1 năm 1783 - mất ngày 23 tháng 4 năm 1847) là một nhà văn, nhà sử học, nhà thơ, nhà triết học, và nhà soạn nhạc Thụy Điển. Tác phẩm của ông đã giúp thúc đẩy chủ nghĩa lãng mạn dân tộc Thụy Điển. Ông cùng với Esaias Tegnér là những người đại diện cho trường phái lãng mạn quốc gia trong Thời kỳ Lãng mạn. Với bài thơ Vikingen, Geijer đã đưa hình tượng của người Viking đi vào văn học.
Geijer sinh ra tại Geijersgården, khu vực bất động sản của gia đình ông tại Ransäter, Värmland. Ông đã giành được bằng thạc sĩ của Đại học Uppsala vào năm 1806. Geijer là một giáo sư về lịch sử từ năm 1817 tại Đại học Uppsala và nay có một bức tượng kỷ niệm ông ở đây. Ông là hiệu trưởng của trường đại học Uppsala trong những năm 1822, 1830, 1836 và 1843-1844. Là một đại diện của trường đại học, ông là một thành viên của Giáo hội giáo sĩ Thụy Điển: 1828-30 và 1840-41. Ông là một thành viên của Học viện Thụy Điển (số ghế 14) từ năm 1824. Năm 1835, ông trở thành một thành viên của Viện Hàn lâm Khoa học Hoàng gia Thụy Điển. 